# Hudson (New Hampshire)
Pour les articles homonymes, voir Hudson.
Hudson est une municipalité américaine située dans le comté de Hillsborough au New Hampshire. Selon le recensement de 2010, Hudson compte 24 467 habitants, dont 7 336 à Hudson CDP.

## Géographie
La municipalité s'étend sur 29,25 milles carrés (75,76 km2), dont 0,93 milles carrés (2,41 km2) d'étendues d'eau.

## Histoire
Hudson était à l'origine une partie de Dunstable dans le Massachusetts puis de Nottingham. Lorsque la localité rejoint le New Hampshire, elle est renommée West Nottingham avant d'adopter son nom actuel en 1830.

## Démographie
La population de Hudson est estimée à 25 109 habitants au 1er juillet 2016.
Le revenu par habitant était en moyenne de 38 856 dollars par an entre 2012 et 2016, au-dessus de la moyenne du New Hampshire (35 264 dollars) et de la moyenne nationale (29 829 dollars). Sur cette même période, 5,8 % des habitants de Hudson vivaient sous le seuil de pauvreté (contre 7,3 % dans l'État et 12,7 % à l'échelle des États-Unis).